# 正暦 (∀ガンダム)
正暦（せいれき）は、アニメ『∀ガンダム』の舞台となる世界で使われている架空の紀元。英語表記は「Correct Century」（コレクトセンチュリー）で「C.C.」と略される。

## 正暦の世界設定
『∀ガンダム』の作中で描かれたのは第1話の「正暦2343年」と第2話以降となる2年後「正暦2345年」である。
この世界では後述の理由により地球における人間の生活は19世紀前後の産業革命前の生活水準にまで後退し、長い年月をかけて20世紀初頭レベルまで回復している。ただし、工業技術については20世紀とは異なり、乗り物の動力源は化石燃料を用いたエンジンではなく、過去のオーバーテクノロジーの遺産であるフロジストーン（水を酸素と水素に分解して水素のみ蓄えるという働きをする物体で、その正体はナノマシンの集合体であるが、この時代の人間は原理を知らずに利用している）に蓄えられた水素を用いた燃料電池や太陽電池といったハイテクによるモーターが使われている。また、マウンテンサイクルといわれる禁断の地からはカプルやボルジャーノンといった人が乗って動かせる機械人形やウィルゲムのような宇宙船が発掘されている。
一方で、月に住む人々「ムーンレィス」は宇宙船やモビルスーツ、冷凍睡眠といった高い科学技術を持ち、アメリア大陸の「サンベルト一帯」がかつて自分達が住んでいた地域と主張し、移住を求めている。
物語が進むにつれて「黒歴史」と呼ばれる地球の過去の歴史が明らかになっていく。それによると、かつて人類は幾度にも渡る戦争を繰り返し、地球環境に壊滅的な打撃を与えてしまった。そしてムーンレィスが「アーマゲドン」と呼ぶ黒歴史の最後に行われた最終戦争の終局で∀ガンダムが月光蝶システムを発動させ、地球圏の文明を葬り去った。
文明が滅亡した後も地球に住み続ける人、月へ移住する人と別れてしまい、冷凍睡眠を繰り返しながら代を重ね、地球環境の回復を待った。地球に残った僅かな人々は戦争に使われた兵器と過去の記憶を忌むべき「黒歴史」として封印し、過酷な環境に耐えゼロから世界を再建していった。この過去の戦争の歴史「黒歴史」とは『機動戦士ガンダム』以降の宇宙世紀を舞台とするガンダム作品群と、それらとは世界観が異なる物として作られた『機動武闘伝Gガンダム』、『新機動戦記ガンダムW』、『機動新世紀ガンダムX』までの全てのガンダムシリーズを包括するものである。
『∀ガンダム』の後年に発表された『SEED』シリーズの「コズミック・イラ」もサンライズ監修の漫画『∀ガンダム 月の風』（著者：安田朗）にて黒歴史に含まれるとされた。なお、本作の後年に制作された『機動戦士ガンダムSEED』の「コズミック・イラ」、『機動戦士ガンダム00』の「西暦」、『機動戦士ガンダムAGE』の「アドバンスド・ジェネレーション」、『機動戦士ガンダム 鉄血のオルフェンズ』の「ポスト・ディザスター」などの、本作の後年に発表された他のガンダムシリーズも黒歴史に含まれるかについて、監督を務める富野由悠季は「（「∀」という記号は）“以後”ということも含めてあるので、『∀ガンダム』以降の作品についても認められるようになったわけです。『∀ガンダム』の時代に辿り着くまでには、あと100本の『ガンダム』を作っても余裕がある時間を作ってある」と語っており、他のガンダム作品を劇中のアニメ作品として扱い機動兵器としての「ガンダム」ではなく「ガンプラ（ガンダムプラモデル）」をテーマにした作品（『模型戦士ガンプラビルダーズ ビギニングG』や『ガンダムビルドファイターズ』など）を除いた、これから将来制作されるであろう新たな『ガンダムシリーズ』も含めて、全て黒歴史の一部として包含されるものとして紹介されている。また同時に富野は「『∀ガンダム』以後のガンダム作品を描くとしたら、自分で作るつもりです。そうした設定があるために『∀ガンダム』において、ロランとディアナの物語は完結を迎えましたが、ガンダムについては触れていないんです。マウンテンサイクルという設定も“どこから何年後”という表現を避けるために考えたものなんですよ」とも述べている。
また、『ガンダム Gのレコンギスタ』の時系列は『∀ガンダム』で描かれる「正暦（コレクト・センチュリー＝C.C.）」よりも前の時代に位置すると公式関連書籍などで紹介されていた。だが後に、富野はトークショーにて『∀ガンダム』同様自身が手掛けた『Gのレコンギスタ』は『∀ガンダム』から約500年後頃を想定して制作したと発言している。これは、これまで公式が公開してきた時系列の設定（『Gのレコンギスタ』⇒『∀ガンダム』）と異なる上、宇宙世紀を「約1000年前 の“前世紀”」として扱う『Gのレコンギスタ』の設定と、宇宙世紀を「約1万年前の“太古”」として扱う『∀ガンダム』の設定とで矛盾が生じる。だが、この発言を受けるならば『Gのレコンギスタ』に関しては黒歴史に含まれないことになる。それと同時に、自身が単独でシリーズ全体の設定を決定する権限がないことにも触れ、「（公式が自身の見解と異なる時系列を発表していたことについて）それはそれでいいんです」「皆さんなりに“ガンダム全史”みたいなものを作っていたたければいい」と前置きしつつも「その時には『Gのレコンギスタ』の位置付けが、今言った所（『∀ガンダム』⇒『Gのレコンギスタ』）に置いていただけたら嬉しく思います」と述べている。この発言を受けて、聞き手を務めていたサンライズの小形尚弘プロデューサーは「色々と整理したいと思いますので、来場者の皆さんは今日聞いたことは一旦胸の内にしまって頂いて。次の何かの機会に、しれっとそうなってる可能性はありますので」と答えた。

## 年表
- 西暦の時代：人類がまだ宇宙に進出する前の時代。ディアナ・ソレルの口からその名が語られている。
- 正暦 2001年：黒歴史学者ヨック・ワック・オニモットが『宇宙世紀公式百科事典』を発掘し、出版する。
- 正暦 2343年：地球帰還作戦のための先遣隊としてロラン・セアックらが地球に派遣される。
- 正暦 2345年：ディアナ・ソレルが地球帰還作戦を実行、北アメリアのビシニティにてミリシャとムーンレィスの間で戦闘が起こる。

## 地理

### 地球
※（）内は推測される現在の地球での呼び名。
北アメリア大陸（北アメリカ大陸）
物語の主要な舞台となる地域。いくつかの地域に分かれてそれぞれに領主が存在する。交通の主体は鉄道や自動車、飛行船である。
イングレッサ（ニューイングランド）
首都はノックス（ノースカロライナ）、領主はラインフォード家。ロランが降下したビシニティ（英語で「～付近」という意味）はイングレッサの一地方都市である。
グエン・サード・ラインフォードの政策によって、戦闘機（といっても複葉機レベルだが）を保有するなどアメリア内でも進んだ技術を有する。
ルジャーナ（ルイジアナ）
領主はボルジャーノ家。イングレッサより若干前近代的。元々は海が存在しない内陸領だったが、物語開始より約300年前に臨海部のヒューズを購入。複数の巡洋艦を保有する海軍も組織している。
サンベルト（サンベルト）
北アメリア南部の穀倉地帯。ムーンレィスが先祖の地と主張し、引き渡しを求めている。
ロストマウンテン
禁断の地とされる一帯。黒歴史時代の核弾頭が埋まっていた。後に核爆発が起こりロストマウンテン一帯は消滅した。
その他の地域
フロリャ（フロリダ）、エリゾナ（アリゾナ）、カルバニア（カリフォルニア）などの地名が聞かれる。
南アメリア大陸（南アメリカ大陸）
アデスカ
南アメリア北部にある国。アステカ文明と古代日本が混ざったような風俗文化を有する。赤道付近にある町マニューピチ（マチュ・ピチュ）にはかつて黒歴史時代に建造されたマスドライバーが遺跡として残る。
その他の地域
ガリア（ヨーロッパ）、エフリコ（アフリカ）、エイジア（アジア）といった地名が聞かれる。

### 月
月の諸都市は地下奥深くに作られていて、地下の浅い部分に造られた運河で結ばれている。地球と同じ24時間周期で照明が調節され、様々な生物が地球から持ち込まれるなど地球環境に似せた雰囲気を作っている。運河には小型の鯨も生息している。人口は2千万人ほど。
フォン・シティ
宇宙世紀のフォン・ブラウン市に相当する位置にある。
ゲンガナム
宇宙世紀のグラナダに相当する位置にある、月の首都。王宮である「白の宮殿」、一千万人を超える人々がコールドスリープで眠る「冬の宮殿」が置かれている。

### 衛星
ミスルトゥ
∀ガンダムが地球を崩壊させた後、人類が貧窮する危機に陥った際にディアナ・ソレルの先祖が食料を得るために植物を育成した実験衛星である。宿り木とも称される。その後遺棄されディアナの功績の遺産として残っていた。ギンガナム隊との戦闘により軌道を外れ月のフォン・シティに落下しそうになるも、∀ガンダムの核爆弾により爆砕されフォン・シティへの落下軌道を外れた。